# Lambda Pegasi
Lambda Pegasi (λ Peg) – gwiazda w gwiazdozbiorze Pegaza, odległa od Słońca o ok. 365 lat świetlnych.

## Nazwa
Dawniej gwiazda ta wraz z sąsiednią Mi Pegasi (bliskość jest tylko pozorna) nosiła nazwę Sadalbari, która wywodzi się od arabskiego ‏سعد بارع‎ saʿd bāriʿ, co oznacza „szczęśliwa gwiazda Doskonałego”. Nie wiadomo, do czego się ona odnosi. Współcześnie jest ona używana tylko w odniesieniu do Mi Pegasi.

## Charakterystyka
Lambda Pegasi to żółty olbrzym należący do typu widmowego G8. Temperatura jego powierzchni to 4710 K, nieco mniej niż temperatura fotosfery Słońca. Metaliczność tej gwiazdy jest równa 0,7 słonecznej. Promień tego olbrzyma to 30 promieni Słońca. Jego masa to 4 masy Słońca, jeśli dopiero zaczyna on syntezę helu w węgiel i tlen w jądrze, bądź 3,7 M☉, jeżeli proces ten już trwa. Gwiazda zakończy życie jako biały karzeł o masie 0,75 M☉.